# Qala i Naw
Qala i Naw (dari: قلعۀ نو) er en by i det nordvestlige Afghanistan. Byen er hovedstad i provinsen Badghis. Den har 5.340(1979) indbyggere.